# Hipódromo da Lagoinha
O Hipódromo Ubirajara Ramos Caiado , mais conhecido como Hipódromo da Lagoinha pertence ao complexo esportivo do Jóquei Clube de Goiás e localizado na Cidade Jardim, em Goiânia, o Hipódromo da Lagoinha que teve realizada a sua primeira prova turfística no ano de 1958. Ocupando uma área de aproximadamente 360 mil metros quadrados ( 36 hectares), é considerado o sexto melhor do país. 
O hipódromo em seus melhores anos, possuía um amplo espaço para a convivência do turfista, uma ampla arquibancada, um restaurante de dois andares onde existia uma lanchonete ampla. Existia também uma casa de aposta com cinco caixas para apostas, possuía um bom parque infantil e um clube anexo.
Porém, por conta de inúmeras ações judiciais em face do jóquei clube de Goiás, hoje o hipódromo sobrevive de alguns aluguéis, contando com poucos funcionários e se encontra atualmente em um avançado estado de abandono, o parque infantil já não mais existe, bem como a lanchonete, que não funciona a pelo menos vinte anos. A casa de apostas atualmente serve de espaço para o funcionamento de uma empresa de confecção de placas automotivas.
O Hipódromo também é um lugar que moram aproximadamente 25 famílias(Geralmente as famílias dos jóqueis), e atualmente conta com uma estrutura veterinária para o bom cuidado dos cavalos.

## Detalhes da pista
O Hipódromo possui uma grande pista de areia de 1.600 metros. Que atualmente pelos motivos já anteriormente citados encontra-se em péssimo estado de conservação, com grades quebradas e adjacências sem qualquer tipo de cuidado, o mato que cresce em suas laterais já facilmente atinge os dois metros.

## Dias de corrida
Há duas reuniões turfísticas por mês(Geralmente um sábado sim e outro não) , em geral aos sábados a tarde, com quatro ou cinco páreos porém com frequência de público cada vez menor devido a incrível falta de investimento.